# Pliocaloca fastigiata
Pliocaloca fastigiata är en nattsländeart som beskrevs av Arturs Neboiss 1984. Pliocaloca fastigiata ingår i släktet Pliocaloca och familjen Calocidae. Inga underarter finns listade i Catalogue of Life.